# Wild card (tennis)
Pour les articles homonymes, voir Wild Card et WC.
Une wild card (anglicisme également abrégé WC), également appelée invitation privilégiée, ou tout simplement invitation, est un terme utilisé en tennis pour désigner une autorisation exceptionnelle accordée à un joueur ou une joueuse de participer à un tournoi bien qu'il ou elle ne réponde pas aux critères communs de sélection. 
Les joueurs bénéficiaires d'une telle invitation sont directement admis dans le tableau final ou dans le tableau des qualifications, lorsque des « cases vides » y sont spécialement aménagées. Ces joueurs dérogent donc à l'ordre imposé par le classement ATP (hommes) ou WTA (femmes). 
Des joueurs revenus d'une longue blessure (et redescendus brutalement dans la hiérarchie mondiale) ou susceptibles de drainer un large public peuvent aussi se voir offrir une wild card, même s'ils sont le plus souvent bénéficiaires d'un classement protégé. De manière générale, ces invitations servent à mettre en avant les joueurs locaux ou les meilleurs joueurs nationaux dans les pays où le tennis n'est pas très exposé.
Le principe des wild cards (distribuées à la discrétion des organisateurs) n'est pas sans susciter parfois des polémiques, comme cela a pu être le cas par exemple avec Marko Djokovic, le frère cadet de Novak, qui a reçu plusieurs invitations pour des tournois ATP et Challenger alors qu'il n'a jamais fait partie des 500 meilleurs mondiaux.
Dans le cas des tournois du Grand Chelem, ces invitations font l'objet d'échanges entre fédérations nationales. La Fédération française de tennis octroie par exemple une wild card à un joueur australien pour Roland-Garros ; la fédération australienne fait alors de même en faveur d'un joueur français à l'Open d'Australie.
Deux joueurs sont parvenus à remporter un tournoi du Grand chelem avec une wild card : Goran Ivanišević (125e mondial) à Wimbledon 2001 et Kim Clijsters (non classée) à l'US Open 2009.